# Бенедек, Тереза
Тереза Бенедек (англ. Therese Benedek, 8 ноября 1892 — 27 октября 1977) — венгерско-американский психоаналитик, исследователь и педагог. Работала в Германии и США в период с 1921 по 1977 год; она стала известной благодаря своей работе в области психосоматической медицины, женского психосексуального развития, сексуальной дисфункции и семейных отношений. Она была преподавателем и сотрудником Чикагского института психоанализа с 1936 по 1969 год.

## Ранние годы и образование
Тереза Фридманн родилась в Эгере, Венгрия, в традиционной еврейской семье. Её родителями были Игнатиус Фридманн и Шарлотта Линк Фридманн, у Терезы был брат и две сестры. Когда ей было шесть лет, её семья переехала в Будапешт. Она была единственной из своих братьев и сестёр, получившей университетское образование, окончив Будапештский университет со степенью доктора медицины в 1916 году. Была участницей кружка Галилея.

## Карьера
Бенедек изначально решила продолжить карьеру в области детской психологии и изучить влияние разлуки с матерью на детские эмоции. В 1918 году она выполнила требования для получения ординатуры по педиатрии и начала работать ассистентом врача в педиатрической клинике Университета Святой Елизаветы в Братиславе. Она оставила эту должность в 1919 году и вскоре вышла замуж. Пройдя курсы у венгерского психоаналитика Шандора Ференци, соратника Зигмунда Фрейда, во время учёбы в университете она решила переключиться на психоанализ. Перед отъездом из Будапешта она прошла пятимесячный тренировочный анализ с Ференци.
В 1920 году Тереза и её новый муж переехали в Германию, чтобы избежать политических потрясений в Венгрии. В 1920 году она стала фельдшером в Неврологической-психиатрической клинике Лейпцигского университета, а в 1921 году открыла первую в городе частную психоаналитическую практику, став обучающим аналитиком. С 1933 по 1935 год она была обучающим и супервизорским аналитиком в Берлинском психоаналитическом институте.
Хотя как еврейка она была мишенью нацистской партии в Германии в середине 1930-х годов, Бенедек не чувствовала необходимости эмигрировать, поскольку считала себя скорее венгеркой, чем еврейкой. Тем не менее в 1936 году муж убедил её уехать из Германии и принять предложение Франца Александера работать обучающим аналитиком в Чикагском институте психоанализа. Она была преподавателем и сотрудником, занимаясь преподаванием, руководством и исследованиями в институте в течение следующих 34 лет. Она получила медицинскую лицензию в США в 1937 году и гражданство США в 1943 году. Её муж поступил на факультет Медицинской школы Северо-Западного университета.

## Исследования
Бенедек «сыграла центральную роль в развитии психоанализа в Соединённых Штатах». Под влиянием теорий истерии, провозглашённых Фрейдом, её ранние исследования искали связь между психологическими и эндокринными факторами для таких проблем, как тревога, агрессия и диабет. В Соединённых Штатах, работая с эндокринологом Борисом Б. Рубинштейном, она провела обширные исследования корреляции между овуляцией и женскими эмоциями, результатом которых стала книга 1942 года «Половой цикл у женщин». Бенедек исследовала связь между циклом эстроген/прогестерон и желанием женщины вступать в половую связь, вынашивать ребёнка и воспитывать детей. Она также описала борьбу «современной» женщины со своей естественной материнской ролью. Анализ Бенедек «современной матери-не-матери» получил широкую похвалу и был включён в учебные пособия по психологии и медицине.
Бенедек также изучала влияние гендерного равенства и демократии на отношения между супругами и их детьми. Её статья 1949 года «Родительство как фаза развития: вклад в теорию либидо» отвергла преобладающую теорию о том, что психологическое развитие прекращается после подросткового возраста; Бенедек утверждала, что оно продолжается на протяжении всего периода родительства. Она опубликовала дальнейшие исследования о родительстве, семейных отношениях и депрессии, когда ей было за семьдесят, и продолжала посещать пациентов в частной практике после выхода на пенсию из Чикагского института психоанализа в 1969 году.

## Организации
В Германии Бенедек была членом Берлинского психоаналитического общества. В Соединённых Штатах она принадлежала к национальным и международным психоаналитическим организациям и занимала пост президента Чикагского психоаналитического общества с 1958 по 1959 год.
К восьмидесятилетию Терезы в 1972 году в её честь был основан Исследовательский фонд Терезы Бенедек.

## Личная жизнь
В 1919 году она вышла замуж за Тибора Бенедека, дерматолога и исследователя. Она и её муж, венгерский протестант, регулярно вместе посещали церковь. У них были один сын и одна дочь.
Тереза умерла от сердечного приступа 27 октября 1977 года в возрасте 84 лет. Её муж умер на три года раньше неё.
Документы Терезы Бенедек хранятся в Чикагском институте психоанализа.

### Книги
- Insight and Personality Adjustment: A study of the psychological effects of the war. — Ronald Press Co., 1946.
- The Sexual Cycle in Women: The relation between ovarian function and psychodynamic processes. — National Research Council, 1947. — ISBN 9780598508720. (с Борисом Бенджамином Рубенштейном)
- Psychosexual Functions in Women. — Ronald Press Co., 1952.
- Psychoanalytical Supervision: A method of clinical training. — Grune & Stratton, 1966. (с Джоан Флеминг)
- Parenthood: Its Psychology and Psychopathology. — Little, Brown, 1970. (с Джеймсом Энтони[англ.])
- Depression and Human Existence. — Little, Brown, 1975. — ISBN 978-0316043717. (с Джеймсом Энтони)

### Избранные статьи
- Dominant Ideas and Their Relation to Morbid Cravings. — Baillière, Tindall & Cox, 1936.
- Adaptation to reality in early infancy. The Psychoanalytic Quarterly. 7. 1938.
- Benedek, Therese (1949). The psychosomatic implications of the primary unit: Mother-child. American Journal of Orthopsychiatry. 19 (4): 642–654. doi:10.1111/j.1939-0025.1949.tb06521.x. PMID 15391836.
- Benedek, Therese F. (1956). Toward the Biology of the Depressive Constellation. Journal of the American Psychoanalytic Association. 4 (3): 389–422. doi:10.1177/000306515600400301. PMID 13357379.
- Benedek, Therese (1952). Infertility as a Psychosomatic Defense. Fertility and Sterility. 3 (6): 527–541. doi:10.1016/S0015-0282(16)31084-6. PMID 12998685.
- Benedek, Therese (1959). Parenthood as a Developmental Phase: A contribution to the libido theory. Journal of the American Psychoanalytic Association. 7 (3): 389–417. doi:10.1177/000306515900700301. PMID 13672860.
- Psychoanalytic Investigations: Selected Papers. — Quadrangle, 1973. — ISBN 978-0812903478. – collected papers, 1931-1968[10]